# Surround

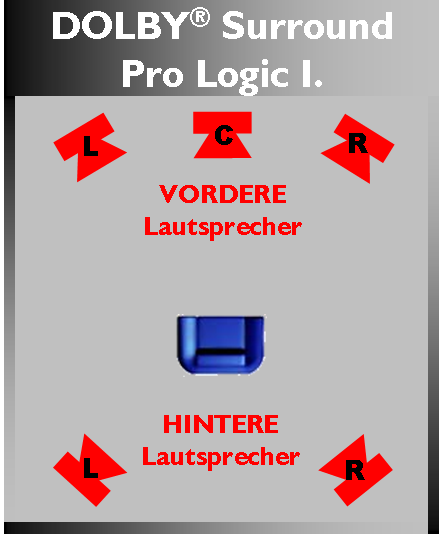
Exemple de distribució dels diferents altaveus per aconseguir l'efecte de so envoltant (Surround 5.1)

El so envoltant (surround sound en anglès) és una tècnica l'objectiu de la qual consisteix a enriquir la qualitat de la reproducció sonora d'una font d'àudio amb canals addicionals provinents d'altaveus que envolten l'oient (canals envoltants), aportant so en un radi de 360° en el pla horitzontal (2D), a diferència del que s'obté per mitjà de canals en pantalla (canal central, canal esquerre i canal dret), els quals es troben sols enfront de l'oient.
El so envoltant es caracteritza per tenir una posició particular respecte l'oient, també coneguda com a "punt dolç", en la qual els efectes de l'àudio funcionen de manera òptima i, a més, es presenta una perspectiva fixa del camp sonor a la persona que es troba en aquella posició. Aquesta tècnica incrementa la percepció de l'espai sonor per mitjà de l'explotació de la localització del so; Normalment, això s'aconsegueix per mitjà de l'ús de múltiples canals d'àudio discrets enviats a una sèrie d'altaveus. La distribució més comuna, el 5.1 estàndard de la UIT, consta de 6 altaveus: Central (C) al davant de l'oient, Esquerre (L) i Dret (R) en angles de 60º respecte al central, Surround Esquerre (LS) i Surround Dret (RS) en angles de 100 - 120º, més un subwoofer la posició del qual no és transcendental.
Existeixen diferents formats i tècniques basades en el so envoltant, les quals varien en mètodes de gravació i reproducció, juntament amb el nombre i posicionament dels canals addicionals.